# Magnaura

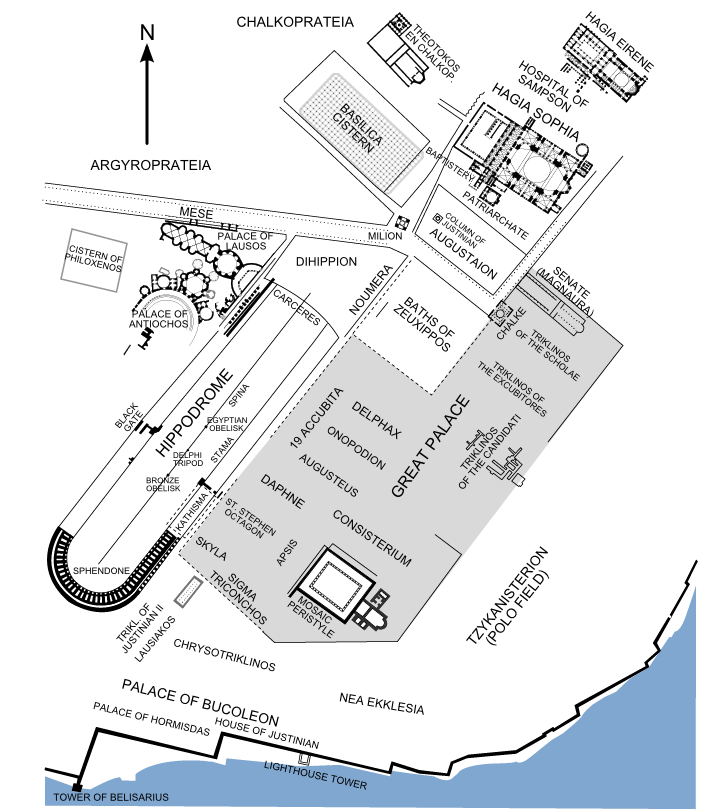
En inglés: El distrito imperial de la Constantinopla bizantina, con el Gran Palacio y la ubicación aproximada de sus edificios principales.

El Palacio de Magnaura era un palacio de Constantinopla comprendido en el conjunto arquitectónico del Gran palacio de Constantinopla. 

## Descripción
Era un edificio ceremonial con tres salas. La del medio era la sala del trono donde el emperador recibía las embajadas extranjeras. 
Según Liutprando de Cremona, que condujo dos embajadas a Constantinopla en el siglo X, mediante un mecanismo, el trono imperial bajaba y subía desde lo alto de la sala, y lo rodeaba una decoración de metal dorado, con leones rugientes y árboles sobre cuyas ramas cantaban pájaros mecánicos. 
La Magnaura es conocida igualmente por haber albergado una institución de enseñanza fundada por Bardas (tio del emperador Miguel III) hacia 860. Había cuatro profesores activos: Léon Matemático, a cargo de filosofía, su discípulo Teodoro (Sergio, según otras fuentes), que enseñaba geometría, Teodegio, a cargo de aritmética y astronomía, y Cometas, de gramática. 
El edificio albergó igualmente una escuela el siglo siguiente, bajo Constantino Porfirogéneta, sin que se sepa si tuvo continuidad, ni el estatus exacto de la institución.
Otro palacio que lleva el mismo nombre se encontraba en el barrio del Hebdomon. También era un edificio ceremonial con una gran sala donde los emperadores que volvían de una campaña militar victoriosa eran recibidos solemnemente por el senado antes de iniciar la marcha triunfal que los conducía hacia la Puerta de Oro de la ciudad.